# Seznam letišť v Afghánistánu
Toto je seznam letišť v Afghánistánu, seskupených podle typu a seřazených podle umístění.

## Popis
Afghánistán má čtyři mezinárodní letiště. Očekává se u nich, že v budoucnu porostou. Mezinárodní letiště Kábul slouží obyvatelům Kábulu a okolních oblastí; mezinárodní letiště Mawláná Džaláleddína Balchího obsluhuje severní Afghánistán; mezinárodní letiště Ahmada Šáha Bábý v Kandaháru obsluhuje jižní části země; a mezinárodní letiště v Herátu slouží obyvatelům západního Afghánistánu. Afghánská vláda usiluje o vybudování nového mezinárodního letiště v provincii Lógar.
V Afghánistánu se nachází také asi 16 regionálních vnitrostátních letišť, která jsou rozmístěna po celé zemi v různých provinciích, a která obsluhují menší, odlehlejší oblasti. Některá z těchto letišť mají štěrkové ranveje a piloti se řídí pravidly letu za viditelnosti.

## Letiště po celém Afghánistánu
| Obsluhované město | Provincie | ICAO | IATA | Název letiště                                               | Přistávací dráha                                     | Nadmořská výška (m n. m.) |
| ----------------- | --------- | ---- | ---- | ----------------------------------------------------------- | ---------------------------------------------------- | ------------------------- |
|                   |           |      |      | Mezinárodní letiště                                         |                                                      |                           |
| Kábul             | Kábul     | OAKB | KBL  | Mezinárodní letiště Kábul (Letiště Chwádžy Rawáše)          | 11/29: 3511 × 45 m, beton                            | 1791                      |
| Kandahár          | Kandahár  | OAKN | KDH  | Mezinárodní letiště Ahmada Šáha Bábý                        | 05/23: 3200 × 55 m, asfalt                           | 1017                      |
| Mazáre Šeríf      | Balch     | OAMS | MZR  | Mezinárodní letiště Mawláná Džaláleddína Muhammada Balchího | 06/24: 2998 × 45 m, asfalt                           | 392                       |
| Herát             | Herát     | OAHR | HEA  | Mezinárodní letiště Chwádžy Abdulláha Ansáriho              | 01/19: 3014 × 45 m, asfalt                           | 1003                      |
|                   |           |      |      | Hlavní vnitrostátní letiště                                 |                                                      |                           |
| Laškargáh         | Hilmand   | OABT | BST  | Letiště Bóst                                                | 01/19: 2302 × 30 m, asfalt                           | 774                       |
| Faráh             | Faráh     | OAFR | FAH  | Letiště Faráh                                               | 15/33: 1836 × 34 m, asfalt                           | 674                       |
| Ghazní            | Ghazní    | OAGN | GZI  | Letiště Ghazní                                              | 15/33: 305 x ? m (rozšiřuje se)                      | 2183                      |
| Džalálábád        | Nangarhár | OAJL | JAA  | Letiště Džalálábád                                          | 13/31: 1975 × 27 m, asfalt                           | 561                       |
| Chóst             | Chóst     | OAKS | KHT  | Letiště Chóst                                               | 06/24: 1859 × 27 m, asfalt                           | 1151                      |
| Kundúz            | Kundúz    | OAUZ | UND  | Letiště Kundúz                                              | 11/29: 1996 m x 45 m, asfalt                         | 444                       |
|                   |           |      |      | Regionální vnitrostátní letiště                             |                                                      |                           |
| Bámján            | Bámján    | OABN | BIN  | Letiště Bámján (Letiště Šahída Mazariho)                    | 07/25: 2200 × ? m, asfalt                            | 2565                      |
| Čachčarán         | Ghór      | OACC | CCN  | Letiště Čachčarán                                           | 06/24: 2000 × 30 m, asfalt                           | 2278                      |
| Darwáz            | Badachšán | OADZ | DAZ  | Letiště Darwáz                                              | 09/27: 654 × 32 m, štěrk                             | 1533                      |
| Fajzábád          | Badachšán | OAFZ | FBD  | Letiště Fajzábád                                            | 18/36: 1844 × 34 m, asfalt                           | 1171                      |
| Gardéz            | Paktíja   | OAGZ | GRG  | Letiště Gardéz                                              | 03/21: 1664 x 53, asfalt                             | 2374                      |
| Chwáhán           | Badachšán | OAHN | KWH  | Letiště Chwáhán                                             | ??/??: 671 × ? m, štěrk                              | 980                       |
| Kurán wa Mundžán  | Badachšán | OARZ | KUR  | Letiště Razér                                               | 08/26: 884 × 31 m, štěrk                             | 2520                      |
| Majmana           | Fárjáb    | OAMN | MMZ  | Letiště Majmana                                             | 14/32: 2000 × 30 m, asfalt                           | 838                       |
| Nílí              | Dájkundí  | OANL |      | Letiště Nílí                                                | 18/36: 732 × 18 m, štěrk                             | 2233                      |
| Sardéh Band       | Ghazní    | OADS | SBF  | Letiště Sardéh Band                                         | 02/20: 2104 m, štěrk                                 | 2125                      |
| Kalájenau         | Bádghís   | OAQN | LQN  | Letiště Kalájenau                                           | 04/22: 1999 × 25 m, beton                            | 905                       |
| Šébergán          | Džúzdžán  | OASG |      | Letiště Šébergán                                            | 06L/24R: 2621 × 24, asfalt 06R/24L: 2115 × 30, štěrk | 321                       |
| Šugnan            | Badachšán | OASN | SGA  | Letiště Šugnan                                              | 16/34: 803 × 30 m, štěrk                             | 2042                      |
| Talokván          | Tachár    | OATQ | TQN  | Letiště Talokván                                            | 16/34: 1574 × 35 m, štěrk                            | 816                       |
| Tirínkot          | Orúzgán   | OATN | TII  | Letiště Tirínkot                                            | 12/30: 2225 × 27 m, beton                            | 1365                      |
| Zarándž           | Nímróz    | OAZJ | ZAJ  | Letiště Zarándž                                             | 16/34: 2500 × 60 m, štěrk                            | 485                       |
|                   |           |      |      | Vojenská letiště                                            |                                                      |                           |
| Bagrám            | Parván    | OAIX | OAI  | Letecká základna Bagrám                                     | 03/21: 3602 × 46 m, beton                            | 1484                      |
| Geréšk            | Hilmand   | OAZI | OAZ  | Tábor Šorabák                                               | 01/19: 3500 × 46 m, beton/asfalt                     | 888                       |
| Chóst             | Chóst     | OASL | OLR  | Předsunutá operační základna Salerno                        | 09/27: 1219 x 27 m, asfalt                           | 1168                      |
| Laškargáh (Bost)  | Hilmand   | OADY | DWR  | Letiště Dwyer                                               | 05/23: 2439 × 36 m, beton                            | 737                       |
| Kalát             | Zábul     | OAQA |      | Letiště Kalát                                               | 02/20: 1501 x 34, štěrk                              | 1641                      |
| Šindánd           | Herát     | OASD | OAH  | Letecká základna Šindánd                                    | 18/36: 2417 × 28 m, beton                            | 1152                      |
|                   |           |      |      | Malá místní letiště                                         |                                                      |                           |
| Andchój           | Fárjáb    | OAAK |      | Letiště Andchój                                             | 07/25: 756 x 18, štěrk                               | 274                       |
| Ghazjabád         | Nangarhár | OAGA |      | Letiště Ghazjabád                                           | 07/25: 610 x 36, hlína                               | 510                       |
| Iškaším           | Badachšán | OAEM |      | Letiště Iškaším                                             | 14/32: 896 x 21, asfalt                              | 2620                      |
| Mukvur            | Ghazní    | OAMK |      | Letiště Mukvur                                              | 03/21: 1265 x 35, tráva                              | 2012                      |
| Pandžáb           | Bámján    | OAPJ |      | Letiště Pandžáb                                             | 03/21: 366 x 23, štěrk                               | 2682                      |
| Šarána            | Paktíka   | OASA | OAS  | Přistávací dráha Šarána                                     | 14/32: 1300 x 19, asfalt                             | 2266                      |
| Tajwára           | Ghór      | OATW |      | Letiště Tajwára                                             | 18/36: 582 x 44, tráva                               | 2246                      |
| Urgún             | Paktíka   | OAOG | URN  | Letiště Urgún                                               | ?                                                    | 2225                      |
| Chás Orúzgán      | Orúzgán   | OARG | URZ  | Letiště Orúzgán                                             | ?                                                    | 2050                      |
| Džaghóri          | Ghazní    | ?    | ?    | Letiště Džaghóri                                            | ?, štěrk                                             | ?                         |
| Jangi Kvalé       | Tachár    | OAYQ |      | Letiště Jangi Kvalé                                         | 03/21: 610 x 35, tráva                               | 810                       |
| Jawán             | Badachšán | OAYW |      | Letiště Jawán                                               | 05/23: 567 x 28, tráva                               | 1721                      |